# 주창훈
주창훈(1981년 12월 17일 ~)은 전 전주고등학교 감독으로, KIA 타이거즈의 전 야구 선수다.

## 출신 학교
- 광주대성초등학교
- 광주동성중학교
- 광주동성고등학교
- 원광대학교

1
- 2005년 KIA 타이거즈